# Датия (округ)
Датия (хинди दतिया जिला; англ. Datia) — округ в индийском штате Мадхья-Прадеш. Административный центр — город Датия. Площадь округа — 2691 км². По данным всеиндийской переписи 2001 года население округа составляло 628 240 человек. Уровень грамотности взрослого населения составлял 71,8 %, что выше среднеиндийского уровня (59,5 %). Доля городского населения составляла 21,9 %.